# Jim Butler
Jim „Jimmy“ Butler (* 15. Februar 1971 in Iowa City, Iowa) ist ein US-amerikanischer Tischtennisspieler. Er nahm bis Januar 2016 an fünf Weltmeisterschaften und zwei Olympiaden teil.

## Aktive Zeit
Jim Butler galt bereits in den 1980er Jahren als eines der größten amerikanischen Talente. Er siegte in vielen Jugendwettbewerben und wurde 1990, 1992 und 1993 Nationaler US-amerikanischer Meister. 1989 nahm er erstmals an einer Weltmeisterschaft teil. Da er in den USA mangels geeigneter Gegner und Trainingspartner keine Perspektive für Leistungsfortschritte sah, übersiedelte er für einige Jahre nach Schweden, der damaligen Tischtennis-Hochburg der westlichen Welt. Stellan Bengtsson wurde sein Trainer. Dadurch schaffte er den Sprung unter die ersten 100 der ITTF-Weltrangliste. 1991 gelang ihm ein Sieg über den damaligen Weltmeister Jan-Ove Waldner.
In den 1990er Jahren nahm er noch an den Weltmeisterschaften 1991, 1993 und 1995 teil, kam dabei allerdings nie in die Nähe von Medaillenrängen. Zudem qualifizierte er sich für die Teilnahme an den Einzel- und Doppelwettbewerben der Olympischen Spiele 1992 und Olympischen Spiele 1996, wo er jeweils in der Vorgruppe ausschied. 1995 gewann er mit der amerikanischen Mannschaft im World Team Cup Bronze.
Mitte der 1990er Jahre zwang ihn eine schwerwiegende Wirbelsäulen- und Muskelkrankheit zum vorläufigen Abbruch seiner aktiven Laufbahn. Der Heilungsprozess war langwierig, erst 2011 konnte er wieder aktiv Tischtennis spielen. 2014 wurde er amerikanischer Meister im Einzel, im gleichen Jahr nahm er an der Weltmeisterschaft 2014 für Mannschaften teil.

## Turnierergebnisse
| Verband | Veranstaltung              | Jahr | Ort                    | Land | Einzel           | Doppel           | Mixed      | Team |
| ------- | -------------------------- | ---- | ---------------------- | ---- | ---------------- | ---------------- | ---------- | ---- |
| USA     | Nord-Amerika Meisterschaft | 1998 | Winnipeg               | 0    | Halbfinale       | Silber           |            |      |
| USA     | Nord-Amerika Meisterschaft | 1997 | Flint                  | 0    | Silber           |                  |            |      |
| USA     | Nord-Amerika Meisterschaft | 1995 | South Bend             | 0    | Halbfinale       |                  |            |      |
| USA     | Nord-Amerika Meisterschaft | 1994 | Laval                  | 0    | Silber           |                  |            | 2    |
| USA     | Nord-Amerika Meisterschaft | 1993 | Augusta                | 0    | Viertelfinale    |                  |            |      |
| USA     | Nord-Amerika Meisterschaft | 1992 | Ste Hyacinthe          | 0    | Silber           | Silber           |            |      |
| USA     | Nord-Amerika Meisterschaft | 1991 | Laval                  | 0    | Halbfinale       |                  |            |      |
| USA     | Olympische Spiele          | 1996 | Atlanta                | USA  | sofort ausgesch. | sofort ausgesch. |            |      |
| USA     | Olympische Spiele          | 1992 | Barcelona              | ESP  | sofort ausgesch. | sofort ausgesch. |            |      |
| USA     | PAN-American Games         | 1995 | Mar del Plata          | ARG  | Halbfinale       |                  |            | 2    |
| USA     | PAN-American Games         | 1991 | Havana                 | CUB  | Halbfinale       |                  |            | 2    |
| USA     | PAN-American Games         | 1987 | Indianapolis           | USA  |                  |                  |            | 2    |
| USA     | Pro Tour                   | 2013 | Las Vegas              | USA  | letzte 64        |                  |            |      |
| USA     | Pro Tour                   | 1998 | Houston                | USA  | letzte 16        | Viertelfinale    |            |      |
| USA     | Pro Tour                   | 1997 | Fort Lauderdale        | USA  | Rd 1             |                  |            |      |
| USA     | Weltmeisterschaft          | 2014 | Tokio                  | JPN  |                  |                  |            | 53   |
| USA     | Weltmeisterschaft          | 1995 | Tianjin                | CHN  | letzte 64        | letzte 32        | letzte 64  | 25   |
| USA     | Weltmeisterschaft          | 1993 | Göteborg               | SWE  | letzte 128       | letzte 32        | letzte 128 | 20   |
| USA     | Weltmeisterschaft          | 1991 | Chiba City             | JPN  | letzte 128       | letzte 64        | letzte 32  | 15   |
| USA     | Weltmeisterschaft          | 1989 | Dortmund               | FRG  | letzte 64        | letzte 64        | letzte 64  | 20   |
| USA     | World Cup                  | 1992 | Ho Chi Minh City       | VIE  | 9.–12. Platz     |                  |            |      |
| USA     | WTC-World Team Cup         | 1995 | Atlanta                | USA  |                  |                  |            | 3    |
| USA     | WTC-World Team Cup         | 1991 | Barcelona              | ESP  |                  |                  |            | 13   |
| USA     | WTC-World Team Cup         | 1990 | Hokkaido, Aomori, Niig | JPN  |                  |                  |            | 13   |